# Felipe Pérez Urrea
Felipe Pérez Urrea (Medellín, 1 de enero de 1967-Íb., 17 de octubre de 1996), más conocido como Pipe Pérez, fue un futbolista colombiano que militó como delantero en los clubes Atlético Nacional y Envigado Fútbol Club. En 1985 integró la Selección Colombia sub-20. 

## Biografía

### Carrera
Pérez integró desde 1983 los seleccionados de fútbol de Antioquia en las categorías juvenil y prejuvenil, y en 1985 fue convocado por el entrenador Luis Alfonso Marroquín para integrar la selección Colombia sub-20, con la que disputó algunos torneos, incluyendo un sudamericano y un mundial de la categoría. Ese mismo año se vinculó con el Atlético Nacional de Medellín, equipo con el que disputó y ganó la Copa Libertadores de 1989, y en 1993 ingresó en la plantilla del Envigado Fútbol Club, en el que finalizó su carrera como futbolista.

### Problemas legales y asesinato
Investigaciones del Bloque de Búsqueda de la Policía Nacional de Colombia vincularon a Pérez con el Cartel de Medellín a finales de la década de 1980. Al descubrir uniformes camuflados y diversas armas de fuego en su residencia en Medellín, la policía lo capturó el 23 de julio de 1993. Cumplió una condena cercana a los tres años por porte ilegal de armas en la Cárcel La Modelo de Bogotá.
El 17 de octubre de 1996 fue encontrado gravemente herido por varios impactos de arma de fuego en las inmediaciones del barrio Fátima de la ciudad de Medellín. Aunque fue llevado por un taxista a la sede de la Cruz Roja de Antioquia, falleció ese mismo día.